# Campeonato Central de Rugby 2004
El Torneo Central de Rugby de Primera División de 2004 fue campeonato disputado en la 57.ª temporada de la máxima categoría del rugby de Chile. Comenzó el 15 de mayo de 2004 y finalizó el 2 de octubre de dicho año con Universidad Católica como campeón, club que se adjudicó su décimo séptimo campeonato luego de superar en la final del certamen a Old Mackayans por 29 a 16.
Fue integrado por 14 equipos, que jugaron en dos rondas con un sistema de todos-contra-todos, al término de las cuales se disputó una fase de play-offs o sistema de eliminación directa, en donde los cuatro primeros clasificados jugaron encuentro de semifinal (partidos de ida y vuelta) y final por la Copa de Oro.

## Fase regular

### Tabla General
| Pos | Equipo                 | PJ | G  | E | P  | TF  | TC   | DIF   | Pts |
| --- | ---------------------- | -- | -- | - | -- | --- | ---- | ----- | --- |
| 1   | Universidad Católica   | 13 | 12 | 1 | 0  | 675 | 195  | 480   | 38  |
| 2   | Stade Francais         | 13 | 12 | 1 | 0  | 498 | 158  | 340   | 38  |
| 3   | Old Mackayans          | 13 | 10 | 0 | 3  | 584 | 290  | 294   | 33  |
| 4   | Old Boys               | 13 | 9  | 0 | 4  | 465 | 174  | 291   | 31  |
| 5   | Old John's             | 13 | 9  | 0 | 4  | 494 | 204  | 290   | 31  |
| 6   | PWCC                   | 13 | 8  | 0 | 5  | 436 | 274  | 162   | 29  |
| 7   | Alumni SC              | 13 | 7  | 0 | 6  | 437 | 232  | 205   | 27  |
| 8   | Sporting R.C.          | 13 | 7  | 0 | 6  | 300 | 232  | 68    | 27  |
| 9   | COBS                   | 13 | 6  | 0 | 7  | 408 | 340  | 68    | 25  |
| 10  | Los Troncos            | 13 | 4  | 0 | 9  | 347 | 334  | -13   | 21  |
| 11  | Old Reds               | 13 | 3  | 0 | 10 | 237 | 457  | -220  | 19  |
| 12  | Viña R.C.              | 13 | 2  | 0 | 11 | 198 | 560  | -362  | 16  |
| 13  | U. Diego Portales      | 13 | 1  | 0 | 12 | 149 | 670  | -521  | 15  |
| 14  | Ingeniería U. de Chile | 13 | 0  | 0 | 13 | 47  | 1127 | -1201 | 13  |

 PJ=Partidos jugados; G=Partidos ganados; E=Partidos empatados; P=Partidos perdidos; TF=Tantos a favor; TC=Tantos en contra; DIF=Diferencia; PE=Puntos extra;Pts=Puntos 
|  | Playoffs Copa de Oro    |
|  | Playoffs Copa de Plata  |
|  | Playoffs Copa de Bronce |

## Play-Offs Copa de Oro

### Semifinales
Se jugaron entre el 11 y el 26 de septiembre de 2004. En la tabla se muestran los equipos según la localía en el partido de ida.

#### U. Católica  - Old Boys
| 11 de septiembre de 2004, 15:30 | Universidad Católica | 27:30 | Old Boys | San Carlos de Apoquindo, Santiago |  |

| 25 de septiembre de 2004, 15:30 | Old Boys | 16:25 | Universidad Católica | Peñalolén, Santiago |  |

#### Stade Francais - Old Mackayans
| 12 de septiembre de 2004, 15:30 | Stade Francais | 16:27 | Old Mackayans | Stade Francais, Santiago |  |

| 26 de septiembre de 2004, 15:30 | Old Mackayans | 15:3 | Stade Francais | Reñaca, Viña del Mar |  |

### Final

#### Universidad Católica - Old Mackayans
| 2 de octubre de 2004 | Universidad Católica | 29:16 | Old Mackayans | Peñalolén, Santiago |  |